# Kliszów (Nedre Schlesien)

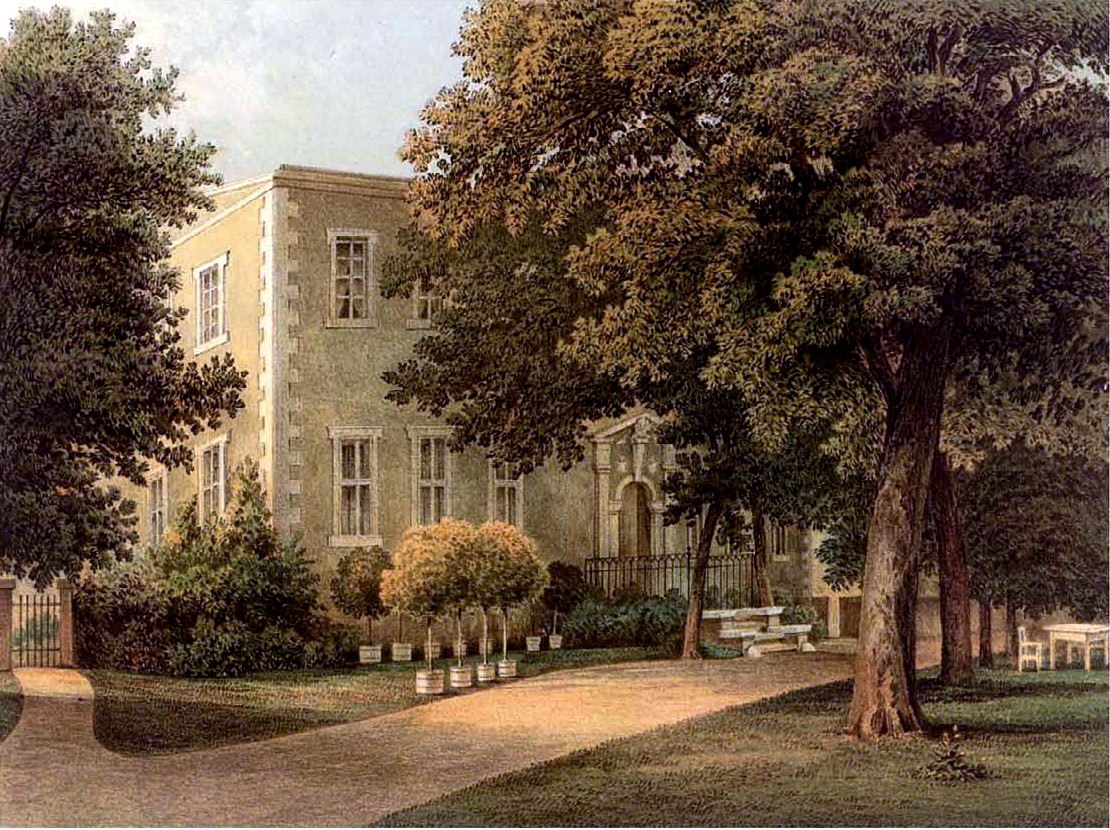
Palace Klieschau, Alexander Duncker

Kliszów är en by i Nedre Schlesiens vojvodskap, belägen väster om floden Odra i Rudnas kommun, cirka 60 km nordväst om Wrocław i sydvästra Polen.